# Creep
«Creep» — це пісня британського гурту Radiohead, яка була видана першим синглом з дебютного альбому Pablo Honey.
Вперше «Creep» було видано обмеженим накладом восени 1992-го і тоді він промайнув непоміченним, навіть не потрапивши до хіт-парадів. Сингл було перевидано у наступному році і цього разу композиція стала міжнародним хітом.

## Варіанти видань синглу
1992 - Британія (CD)
1. "Creep" – 3:55
2. "Lurgee" – 3:07
3. "Inside My Head" – 3:12
4. "Million Dollar Question" – 3:18

1992 - Британія (Касета)
1. "Creep" – 3:56
2. "Faithless, the Wonder Boy"

1993 - Британія перевидання (CD)
1. "Creep" (album version) – 3:58
2. "Yes I Am" – 4:25
3. "Blow Out" (remix) -
4. "Inside My Head" (live) – 3:07

1993 - Британія перевидання (12" vinyl)
1. "Creep" (acoustic) – 4:19
2. "You" (live) - 3:39
3. "Vegetable" (live) - 3:07
4. "Killer Cars" (live in Japan) - 2:17